# Horisme undulifera
Horisme undulifera là một loài bướm đêm trong họ Geometridae.